# Cornelius Johannes Barchman Wuytiers
Cornelius Johannes Barchman Wuytiers (ur. 1692 w Utrechcie, zm. 13 maja 1733 w Rhijnwijck) – duchowny holenderski, arcybiskup Utrechtu Rzymskokatolickiego Kościoła Starobiskupiego Kleru w latach 1725–1733.

## Życiorys
Pochodził z zamożnej rodziny. Kształcił się i studiował w Huissen, Leuven i w Paryżu. Podczas pobytu we Francji w 1718 roku przyjął święcenia kapłańskie. W latach 1722–1724 pełnił posługę duchowną w Lejdzie. W 1725 roku został wybrany przez kapitułę wikariuszem generalnym diecezji Haarlem.
Po nagłej śmierci Corneliusa Steenovena 15 maja 1725 roku został wybrany arcybiskupem elektem Utrechtu. Podobnie jak jego poprzednik nie uzyskał potwierdzenia swojego wyboru ze strony Stolicy Apostolskiej i 23 sierpnia 1725 roku został ostrzeżony o grożącej mu karze kościelnej przez Benedykta XIII. 30 września 1725 w Hadze pomimo wcześniejszej groźby papieskiej przyjął sakrę biskupią z rąk Dominique’a Varlet. Akt ten ściągnął na niego ekskomunikę late sententiae, która została potwierdzona w brewe papieskim z 6 grudnia 1725 roku.
Cornelius Johannes Barchman Wuytiers podczas swojego pontyfikatu poświęcał dużo uwagi organizowanemu w tym czasie starokatolickiemu seminarium duchownemu w Amersfoort. Apelował do papieża w kwestii zwołania soboru powszechnego, który rozstrzygnąłby kwestię kanoniczności Kościoła Utrechtu. Sympatyzował z hasłami unii kościelnej Kościoła rzymskokatolickiego z Rosyjskim Kościołem Prawosławnym.
W 1727 roku Cornelius Johannes Barchman Wuytiers przeprowadził śledztwo biskupie w sprawie domniemanego cudu uzdrowienia Agathy Leenderts Stouthandel. W tym samym roku przewodniczył wyborowi księdza Martinusa Donckera na biskupa Haarlemu Kościoła Utrechtu.
Cornelius Johannes Barchman Wuytiers zmarł nagle 13 maja 1733 roku w swoim domu w Rhijnwijck pod Utrechtem.